# Mammea usambarensis
Espèce
Classification phylogénétique
Statut de conservation UICN

 VU B1+2b : Vulnérable
Mammea usambarensis est une espèce de plantes à fleurs de la famille des Calophyllaceae.

## Publication originale
- Kew Bulletin 31: 259, f. 1. 1976.